# Nina Davuluri

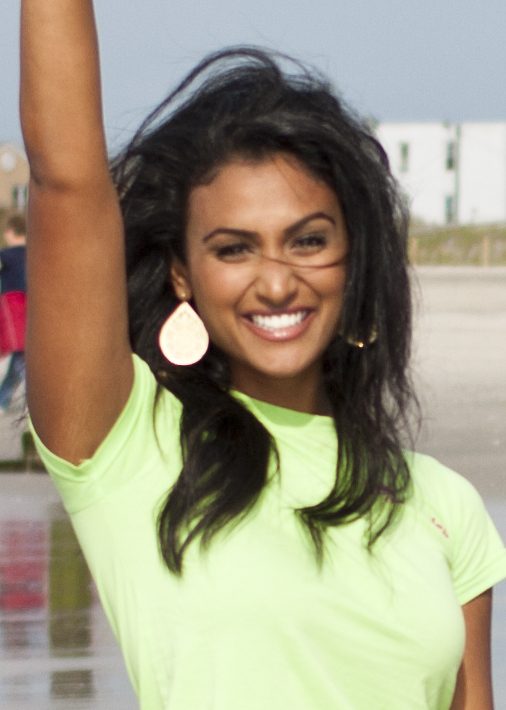
Nina Davuluri (2013)

Nina Davuluri (* 20. April 1989 in Syracuse, New York) ist eine US-amerikanische Schönheitskönigin und Gewinnerin der Miss-America-Wahl 2014. Sie ist die erste indischstämmige Miss America.

## Kindheit und Jugend
Nina Davuluri kam in Syracuse auf die Welt, nachdem ihre Eltern, eine Computer-Spezialistin und ein Gynäkologe, im Jahr 1981 von Vijayawada, Andhra Pradesh (Indien) in die USA immigriert waren. Mit wenigen Wochen kam sie zu ihrer Großmutter nach Vijayawada, bis sie im Alter von zweieinhalb Jahren von ihren Eltern zurück in die USA geholt wurde. Als Schulkind lebte sie einige Zeit in Oklahoma, bis sie mit 10 Jahren mit ihrer Familie nach St. Joseph, Michigan übersiedelte. Nach ihrem High-School-Abschluss im Jahr 2007 übersiedelte die Familie nach Fayetteville, New York. Davuluri setzte ihre Ausbildung an der University of Michigan fort und erzielte dort 2012 ihren Abschluss B.S. in „Brain, Behavior & Cognitive Science“, etwa kognitiver Psychologie und Verhaltensforschung.

## Miss America
2006 wurde sie bei der Miss-Teen-America-Wahl Zweite. Auf die Miss America-Wahl hatte sie sich ein ganzes Jahr lang vorbereitet und überzeugte unter anderem durch eine Mischung aus klassischem indischen Tanz und Bollywood-Tanz, die erstmals in der Geschichte des Wettbewerbs vorgeführt wurde. Nach ihrem Sieg am 15. September 2013 wurde Davuluri das Ziel von zahlreichen rassistischen Angriffen in sozialen Netzwerken.

## Überzeugungen
Davuluri spricht öffentlich über ihren Gewichtsverlust von 24 kg zwei Jahre vor dem Wettbewerb und auch über ihre Essstörungen; sie litt unter Bulimie. In einem Interview bedauert sie, dass viele Menschen falschen, unerreichbaren und widersprüchlichen Schönheitsidealen hinterherjagen. Als ein Beispiel nennt sie die konträr bewertete Tönung der Haut, das „Braunsein“, in Indien und in den USA:

“And so, in India, you know, the lighter or more fair skin you are, you’re supposedly considered more beautiful. And I grew up with that, you know, in my own household because my parents are from India. So my family would always say, oh, don’t go out in the sun, you’re going to get too dark, or things like that. But then with my peers, they would say, oh, my goodness, you’re so tan. Your skin is so beautiful. And it’s really sad that we always try to attain those ideals that aren’t important.”

„Denn in Indien, weißt du, ist es wohl so, dass du umso schöner eingeschätzt wirst, je blasser und heller deine Haut ist. Damit bin ich aufgewachsen, weißt du, denn meine Eltern sind aus Indien. Also hat meine Familie mich immer gewarnt ‚Geh’ bloß nicht raus in die Sonne, du wirst sonst zu dunkel‘, und ähnliche Geschichten. Aber dann mit meinen Freunden, die meinten ‚Oh, du meine Güte, du bist so hübsch braun. Deine Haut ist so schön.‘ Und es ist wirklich traurig, dass wir immer versuchen, die Ideale zu erreichen, die nicht wichtig sind.“

Das Preisgeld von 50.000 Dollar will Davuluri nutzen, um ein Medizinstudium zu finanzieren.